# Centro Histórico de San Gimignano
San Gimignano delle belle Torri fica 56 km a sul de Florença. Foi um importante ponto para as peregrinações até Roma pela Via Francigena. As famílias de patrícios que controlavam a cidade construíram cerca de 72 torres-casa (algumas atingem 50 m de altura) como símbolo do seu poder e riqueza. Embora hoje só existam 14 de tais estruturas, San Gimignano mantém a atmosfera feudal e é muito procurada pelos turistas. A pequena localidade contém muitas obras de arte datadas dos séculos XIV e XV.

## Galeria

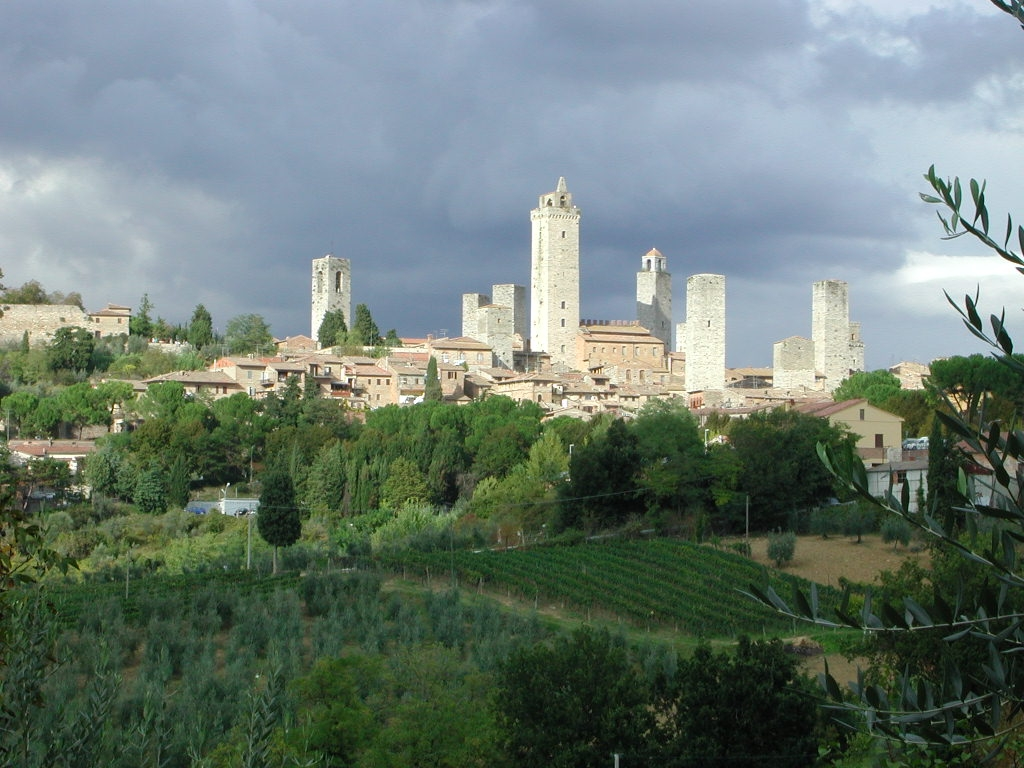
Vista de San Gimignano
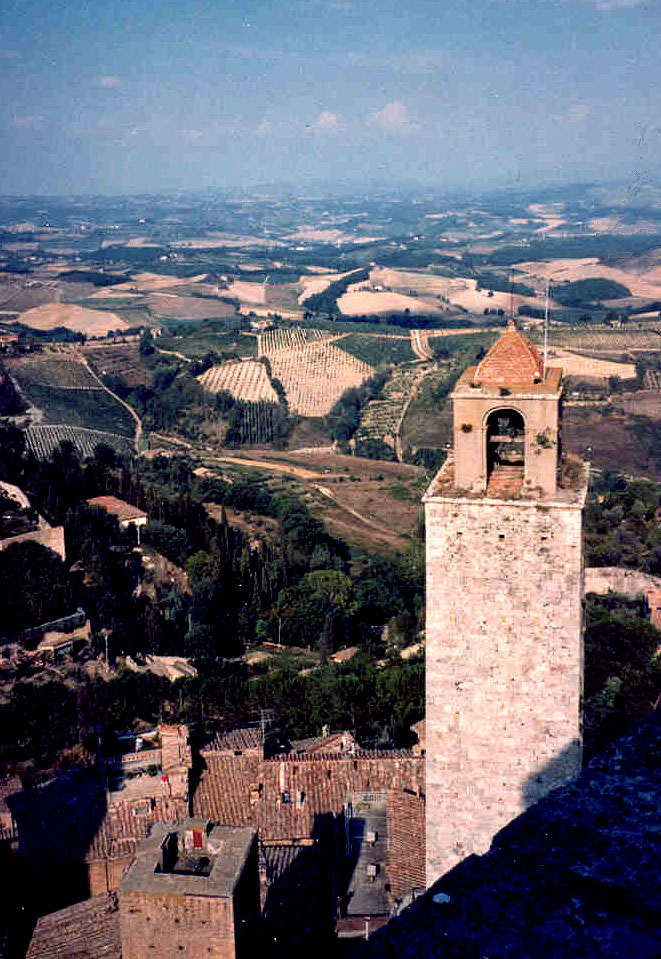
Vista de uma das torres
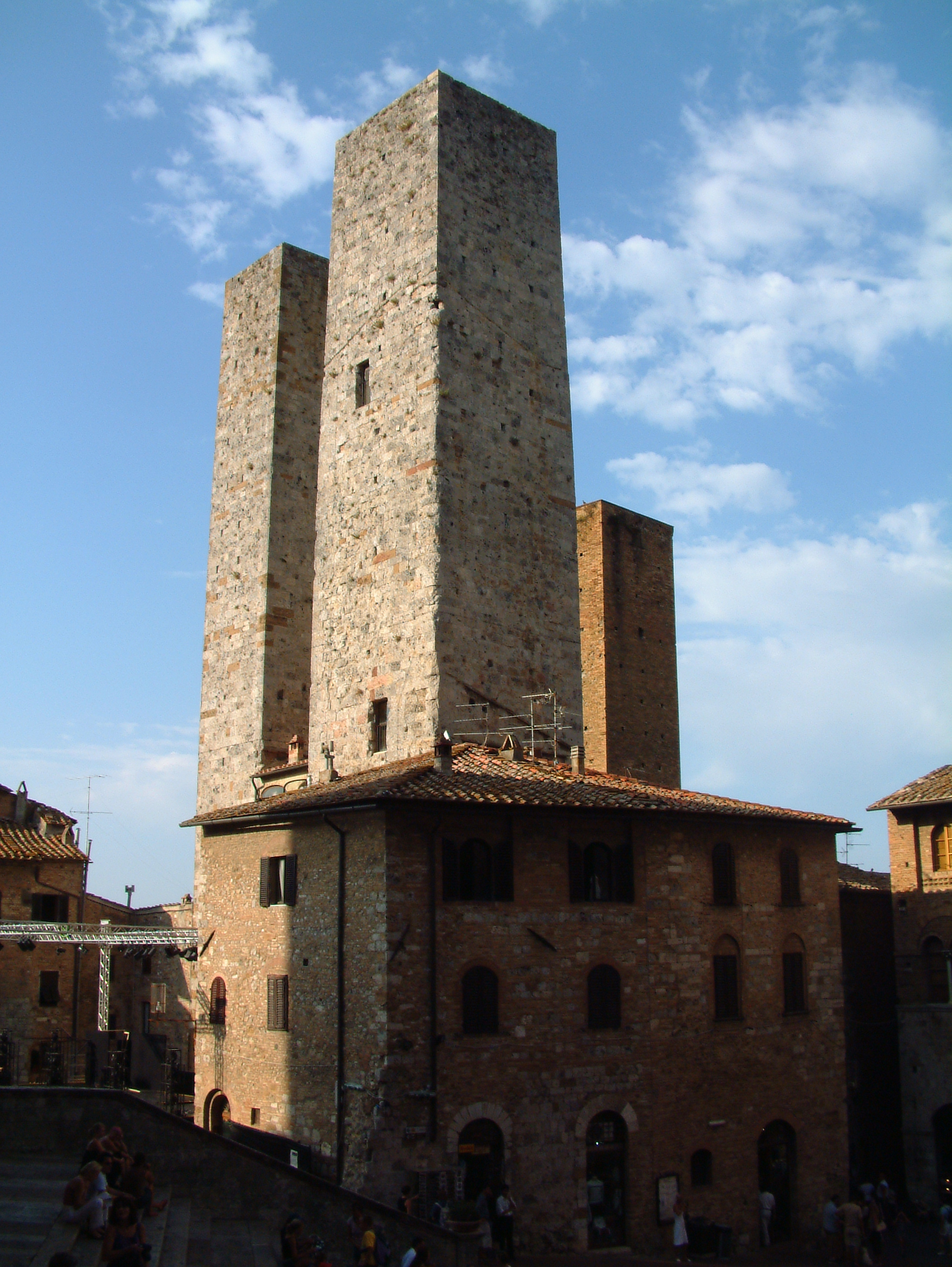
Duas das torres
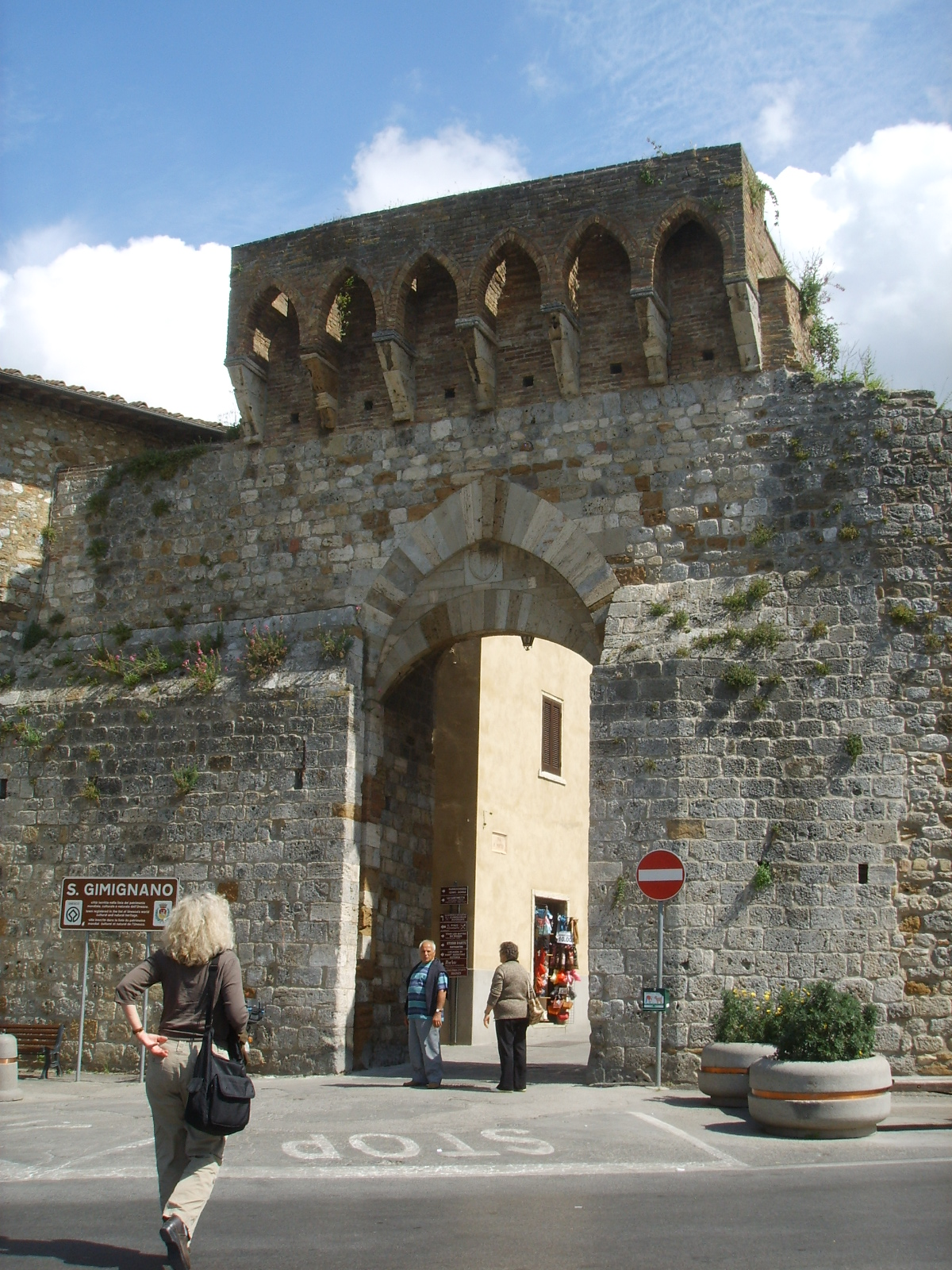
Porta de San Matteo
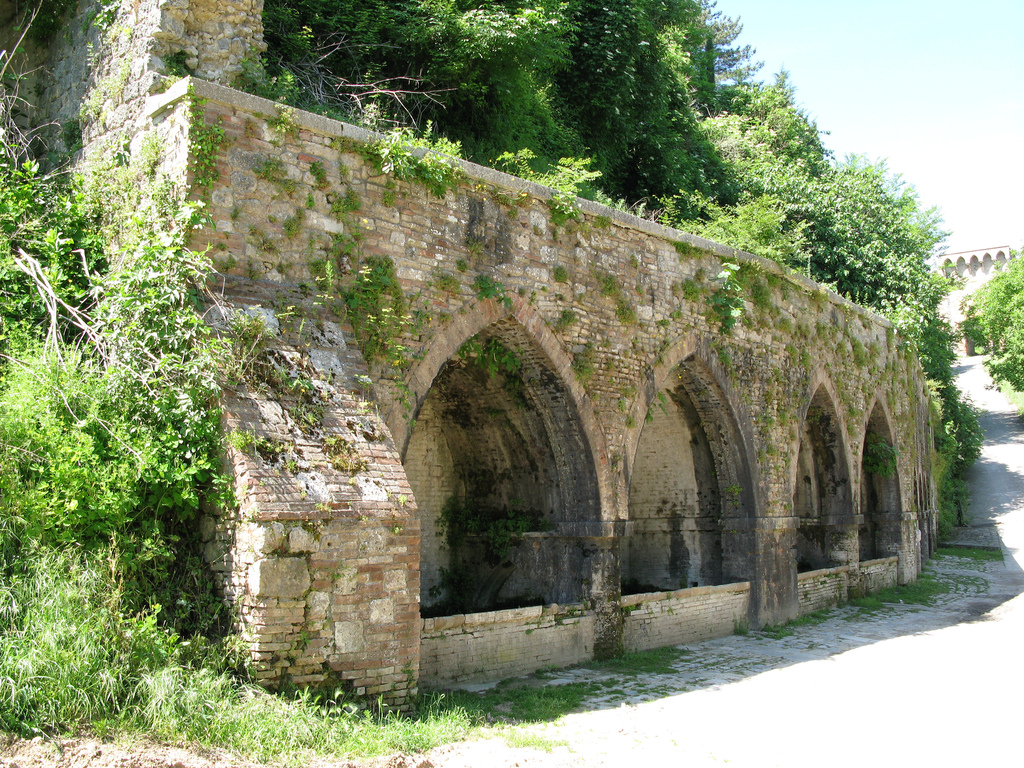
Fontes medievais
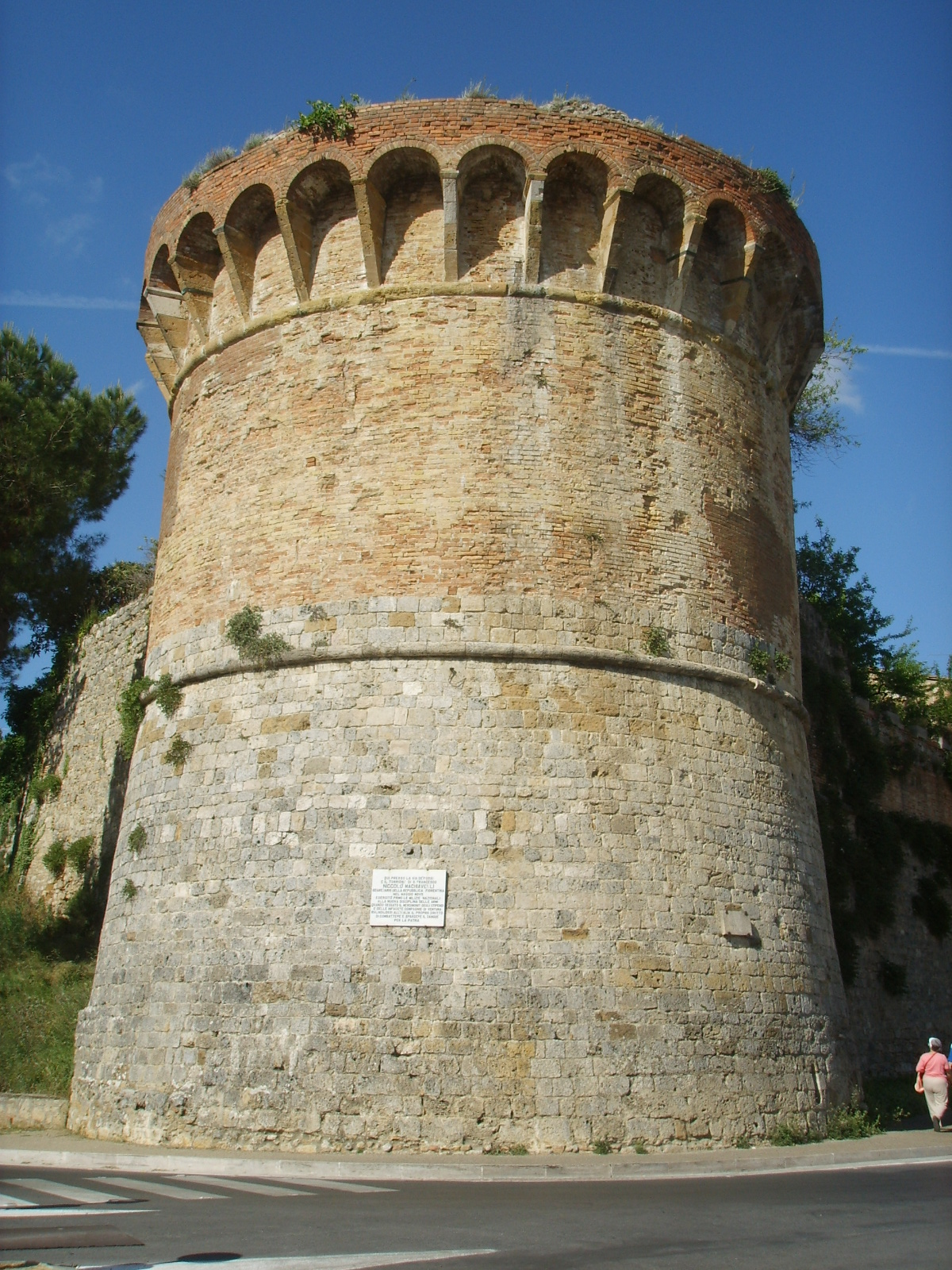
Muralhas
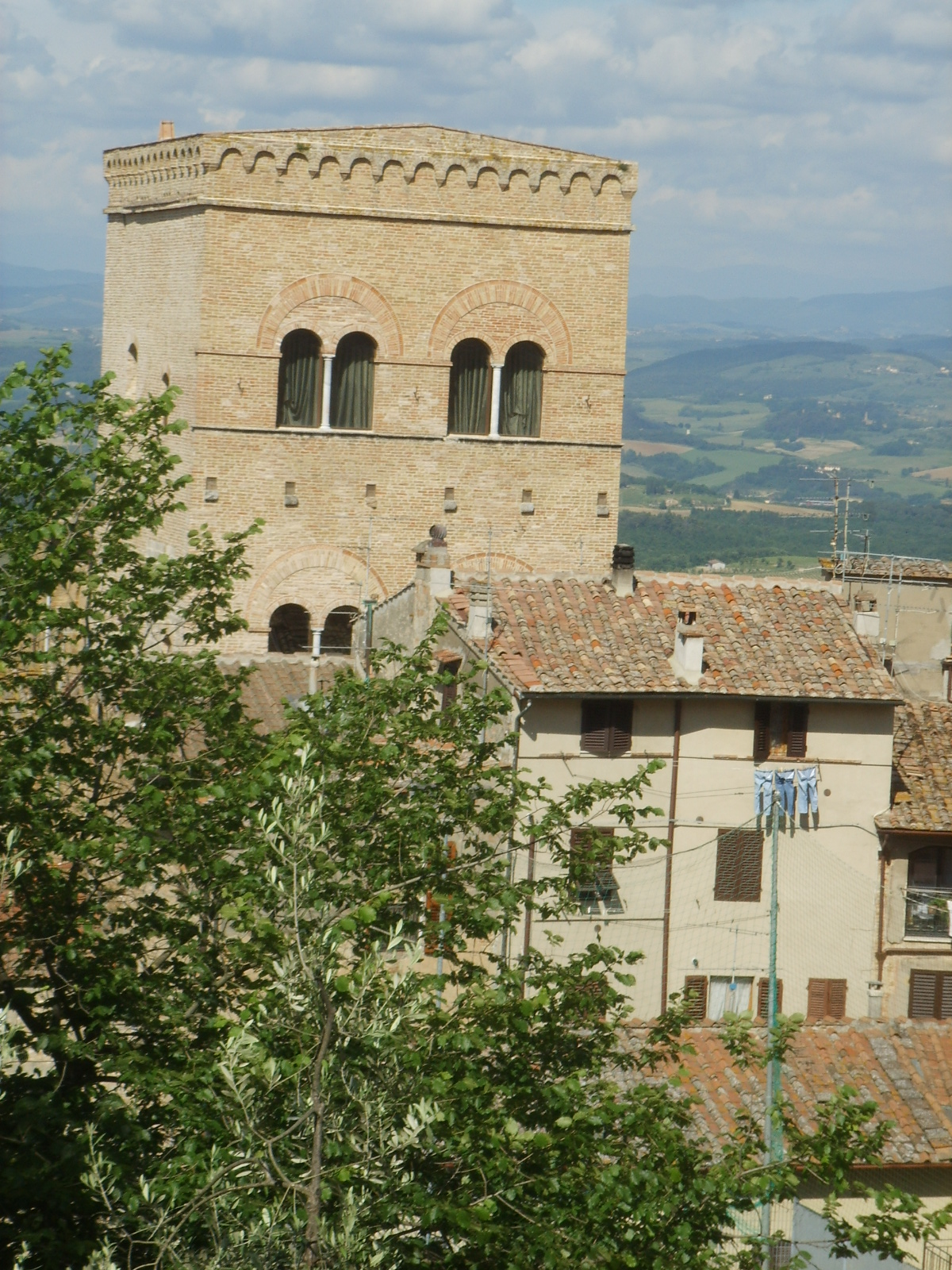
Uma casa-torre
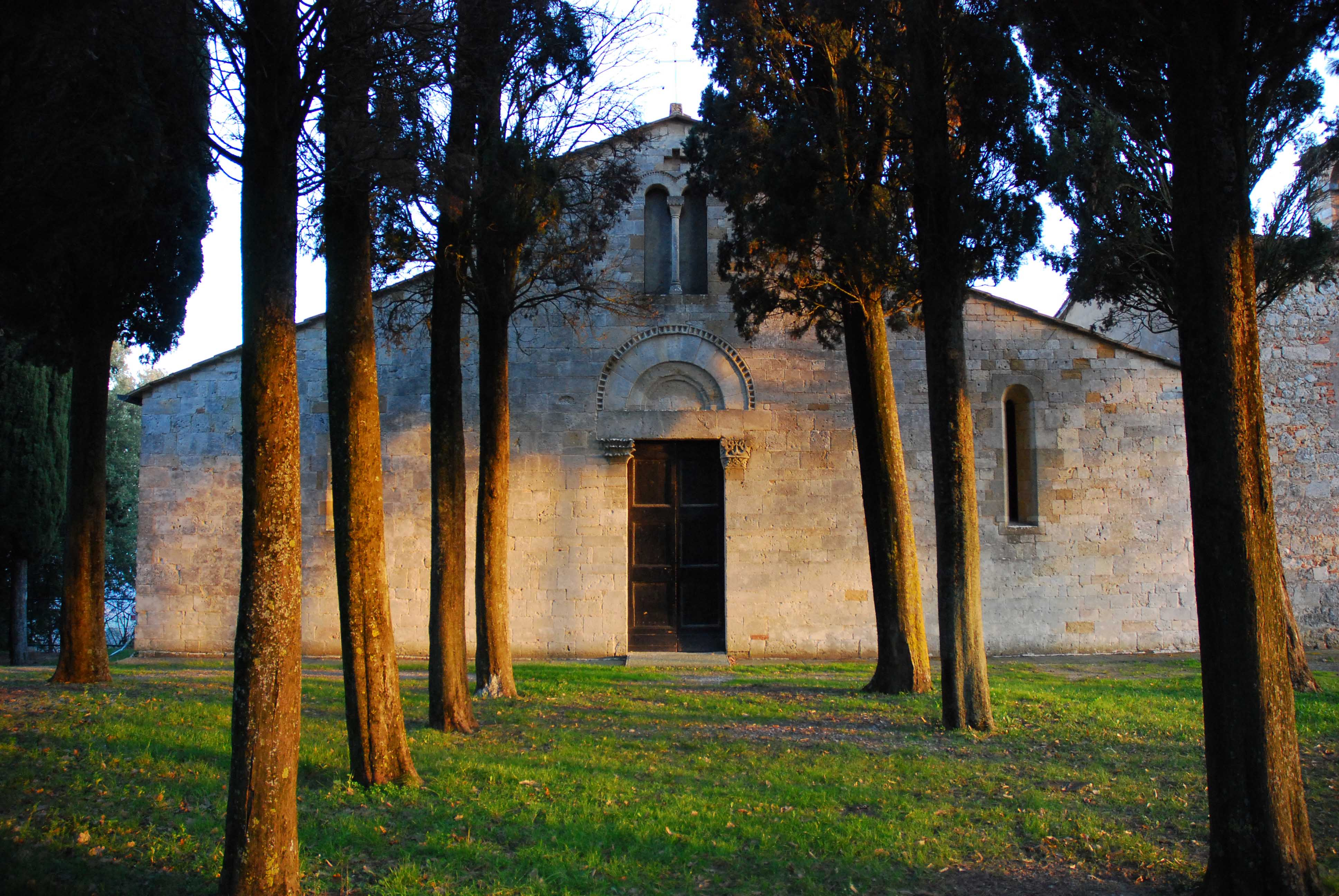
A Pieve di Cèllole
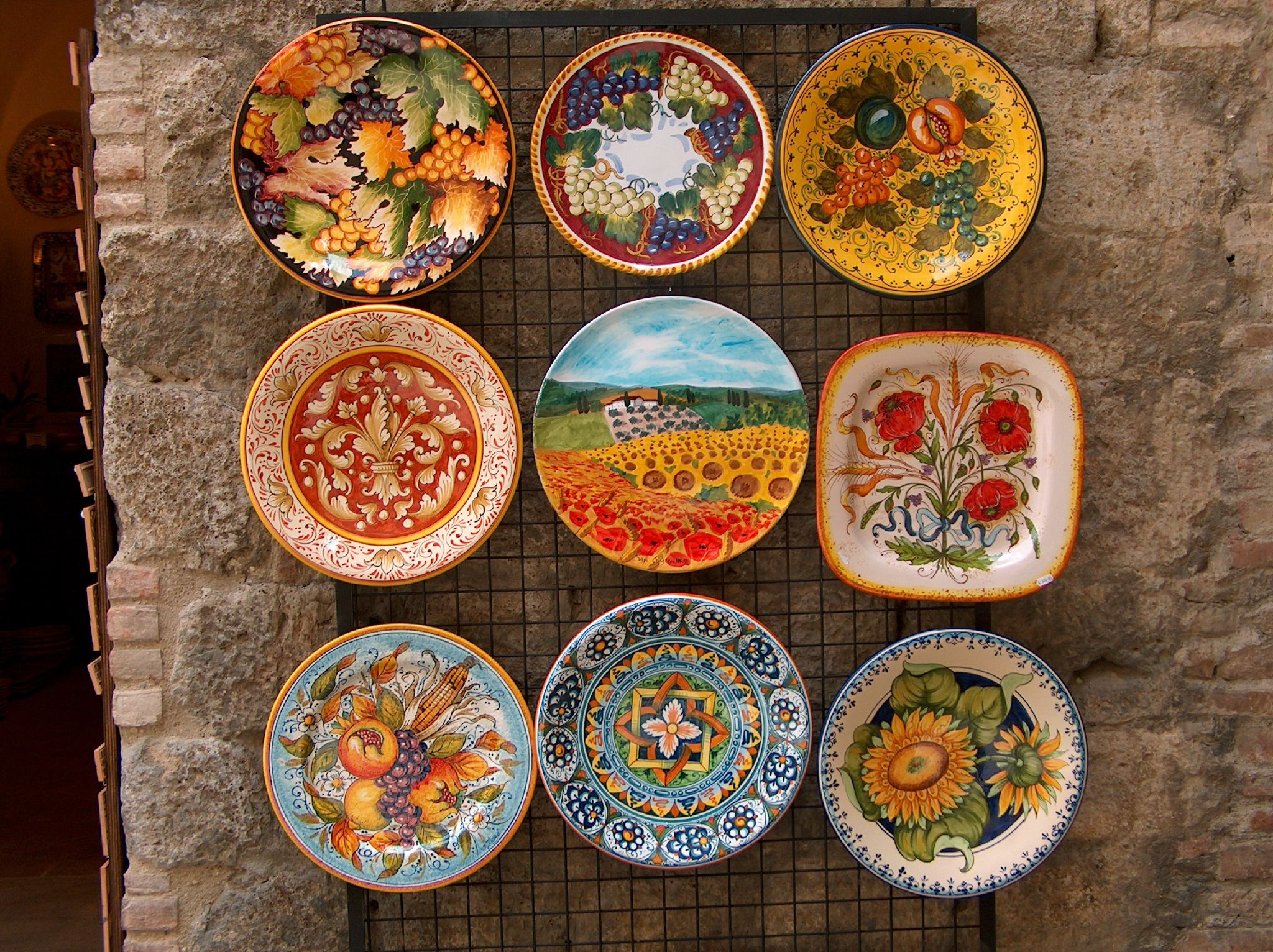
Cerâmica tradicional
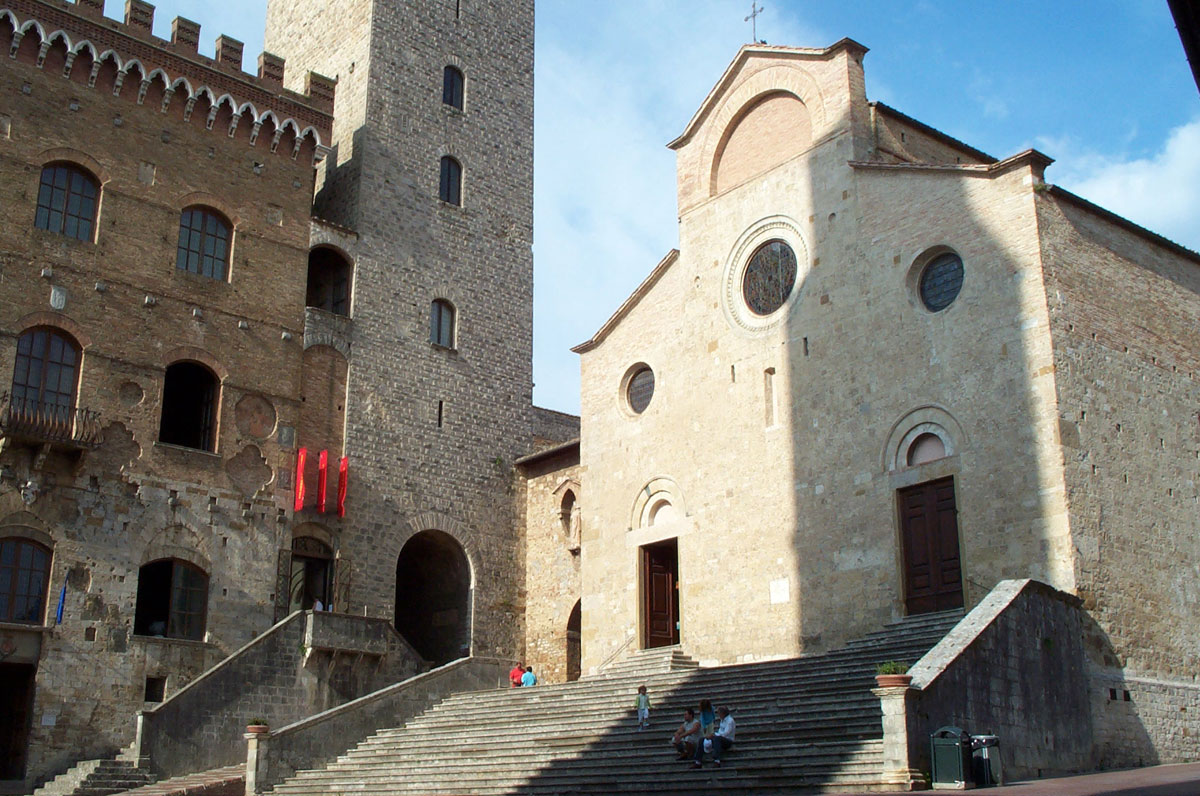
Igreja da Colegiada, famosa pelos frescos
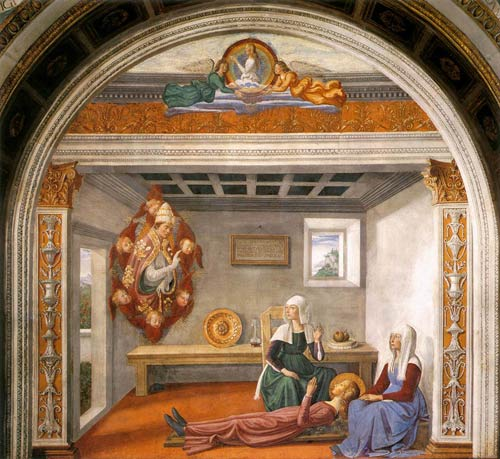
Fresco de Santa Fina